# Estación de Altstätten
La estación de Altstätten es la principal estación ferroviaria de la comuna suiza de Altstätten, en el Cantón de San Galo.

## Historia y ubicación
La estación de Altstätten fue inaugurada en 1858 con la apertura del tramo Rheineck - Sargans de la línea férrea Rorschach - Sargans por parte del Vereinigte Schweizerbahnen (VSB). La compañía VSB pasaría a ser absorbida por los SBB-CFF-FFS en 1902.
La estación se encuentra ubicada en el este del núcleo urbano de Altstätten. Cuenta con dos andenes, uno central y otro lateral a los que acceden tres vías pasantes.
En términos ferroviarios, la estación se sitúa en la línea Rorschach - Sargans. Sus dependencias ferroviarias colaterales son la estación de Rebstein-Marbach hacia Rorschach y la estación de Oberriet en dirección Sargans.

## Servicios ferroviarios
Los servicios ferroviarios de esta estación están prestados por SBB-CFF-FFS:

### Regionales
- RE Rheintal Express San Galo - Rorschach - St. Margrethen - Altstätten - Buchs - Sargans - Bad Ragaz - Landquart - Chur.

### S-Bahn San Galo
En la estación paran inician o finalizan su trayecto los trenes de cercanías de una línea de la red S-Bahn San Galo.
- S 1 Wil – Gossau – San Galo – Rorschach - St. Margrethen – Altstätten